# Calle Tucumán (Buenos Aires)
La calle Tucumán es una calle de la Ciudad de Buenos Aires que comienza en la Avenida Alicia Moreau de Justo y termina en la Avenida Medrano. Recorre los barrios de San Nicolás, Balvanera y Almagro.
Varios importantes edificios se alzan sobre esta arteria, entre otros, el Edificio República, el lujoso Claridge Hotel, el Teatro Colón o el Mirador Massue.
Cuenta con una ciclovía entre el 1200 y el 3500, actualmente en proceso de desmantelamiento por Jorge Macri.